# Pressió d'aigua de porus

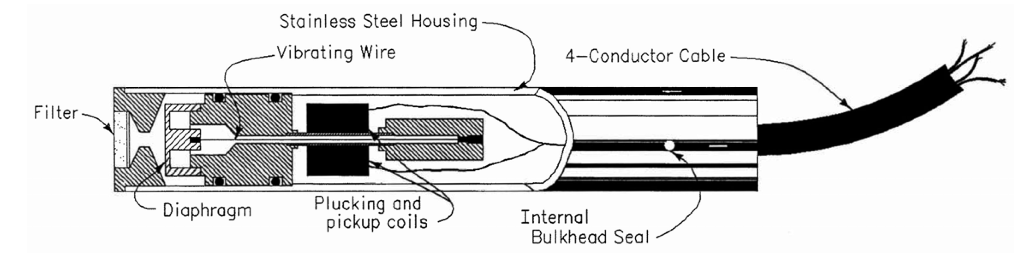
Piezòmetre de fil ferro vibrador.

La pressió de l'aigua dels porus (de vegades abreujat com PWP de l'anglès: Pore water pressure) es refereix a la pressió de les aigües subterrànies produïda dins d'un sòl o roca, en els buits entre les partícules (porus). Les pressions d'aigua de porus per sota del nivell freàtic es mesuren en piezòmetres. La distribució de la pressió de l'aigua intersticial vertical en els aqüífers es pot suposar, en general, que és propera a la pressió hidroestàtica.
A la zona no saturada, la pressió de porus està determinada per capil·laritat i també es coneix com la tensió, succió o pressió matricial. Les pressions d'aigua de porus en condicions no saturades (zona no saturada) es mesuren amb tensiòmetres. Els tensiòmetres funcionen en permetre que l'aigua dels porus entri en equilibri amb un indicador de pressió de referència a través d'una tassa de ceràmica permeable que es col·loca en contacte amb el terra.
El coneixement de la pressió de porus resulta imprescindible per a poder calcular l'estat de tensió en la mecànica de sòls, per l'expressió de Terzaghi de la tensió efectiva d'un sòl.

## Principis generals
La pressió es desenvolupa a causa de:
- La diferència d'elevació d'aigua, l'aigua flueix des de la major altitud a la menor altitud i causa una càrrega de velocitat, o amb el flux d'aigua, com s'exemplifica en les  equacions energètiques de Bernoulli.
- La pressió hidroestàtica de l'aigua, com a resultat del pes del material per sobre del punt que es mesura.
- La pressió osmòtica, l'agregació no homogènia de concentració d'ions, la qual cosa provoca una força d'atracció entre les partícules d'aigua.

. * La pressió d'adsorció, l'atracció entre les partícules del sòl a causa dels films d'aigua adsorbits